# Jazzpreis Berlin
Der Jazzpreis Berlin wird seit 2017 jährlich gemeinsam vom Land Berlin und dem Rundfunk Berlin-Brandenburg (rbb) vergeben. Die mit 15.000 Euro dotierte Auszeichnung wird bei einem öffentlichen Konzert im Kleinen Sendesaal des rbb verliehen.

## Geschichte
Die Berliner Szene prägende Jazzmusiker wurden in der Vergangenheit zwar mit dem SWR-Jazzpreis ausgezeichnet; doch eine vergleichbare, auf Berlin bezogene Ehrung fehlte. Die Initiative zu einem entsprechenden auf Berlin gerichteten Jazzpreis ging vom Verein IG Jazz Berlin aus. Durch die Ehrung soll die vielfältige Jazzszene des Bundeslandes medienwirksam anerkannt werden. Darüber hinaus ermöglicht der rbb dem Preisträger ein Konzert im kleinen Sendesaal. Dessen Mitschnitt strahlt das Kulturradio des Senders in seinem Programm aus.
Der Jazzpreis Berlin wird im Berufungsverfahren vergeben; eine Bewerbung ist nicht möglich. Die Jury wird in jedem Jahr einvernehmlich von den beiden Ausrichtern neu berufen. Zu ihr gehören mehrere Musiker (zunächst Julia Hülsmann, Alexander von Schlippenbach und Nikolaus Neuser, aktuell neben dem Preisträger des Vorjahres Kathrin Pechlof und Robert Landfermann) ein unabhängiger Jazzkritiker (zunächst Bert Noglik, aktuell Angela Ballhorn) sowie als Vorsitzender der Jury Ulf Drechsel, Jazzredakteur beim Kulturradio des rbb; als Jurymitglied ohne Stimmrecht fungiert ein Vertreter der Senatskanzlei für Kulturelle Angelegenheiten. Die Vergabe des Jazzpreises Berlin soll jeweils in der ersten Jahreshälfte erfolgen. Der Preis ist nicht teilbar.

## Preisträger
- 2017: Gebhard Ullmann[2]
- 2018: Aki Takase[3]
- 2019: Axel Dörner[4]
- 2020: Silke Eberhard[5]
- 2021: Hannes Zerbe
- 2022: Cymin Samawatie[6]
- 2023: Taiko Saitō[7]
- 2024: Alexander von Schlippenbach[8]
- 2025: Tobias Delius[9]